# Rohrbach Ro VIII Roland
El Rohrbach Ro VIII Roland fue un avión comercial fabricado por la compañía alemana Rohrbach Metall-Flugzeugbau en sus instalaciones de Berlín durante los años 1920. Estaba construido íntegramente de metal, con una configuración de ala alta en voladizo y tres motores BMW IV que proporcionaban 184 kW (254 HP)
El doctor ingeniero mecánico Adolf Rohrbach , anteriormente jefe de diseño de la firma Zeppelin-Staaken , fundó en 1922  Rohrbach Metall-Flugzeugbau siendo el primero que desarrolló el primer avión de serie dotado con una estructura de revestimiento resistente de tipo moderno, sin emplear el sistema Junkers de láminas corrugadas.
Se construyeron un total de 18 Ro VIII Roland, uno de los cuales fue adquirido por la Luftwaffe, que lo equipó y operó como entrenador de bombarderos, bajo la designación Ro VIIIMb o Ro XII Roka.
Este avanzado trimotor para su época, era capaz de un rendimiento inigualable en algunas categorías; durante sus primeros años, el tipo ostentó no menos de 22 récords mundiales.

## Historia y desarrollo

### Diseño
El Rohrbach Ro VIII Roland era un avión monoplano trimotor de ala alta en voladizo . Estaba basado vagamente en el revolucionario monoplano tetramotor de construcción totalmente metálica Zeppelin-Staaken E-4/20 , avión anterior que también había sido diseñado por Rohrbach. Tenía una cabina de vuelo y de pasajeros completamente cerrada, junto con un tren de aterrizaje convencional fijo. Estaba propulsado en principio, por tres motores BMW IV, uno en la proa y dos montados en góndolas en las alas. La construcción de su estructura y revestimiento en metal estaba presente en todas partes.
El avión se ajustaba al sistema de construcción de Rohrbach, que incluía un uso extensivo de duraluminio, alojamiento para una fácil inspección y reemplazo de todos los componentes y una relación resistencia-peso relativamente buena. El avión tenía un fuselaje de forma rectangular con bordes superiores redondeados; el ala también tenía forma rectangular, a excepción de sus puntas redondeadas. El avión era capaz de volar hasta cinco horas mientras transportaba su capacidad máxima de diez pasajeros. La disposición del tren de aterrizaje consistía en ejes articulados que se unían al larguero del fuselaje inferior, que, se mantenía en su lugar mediante un único puntal horizontal que también estaba articulado al mismo larguero en una posición ligeramente más adelantada. También estaba conectado con el ala a través de un puntal de resorte vertical. Los resortes en espiral estaban presentes en los puntales verticales que funcionaban como amortiguadores. Las ruedas consistían en neumáticos de caucho y llantas y radios de acero. 
La cabina de vuelo estaba situada en la parte delantera del fuselaje. Cada uno de los dos pilotos contaba con asientos regulables con reposabrazos y correas, colocados uno al lado del otro. Se disponía de controles de vuelo duales, que consistían en ruedas y barras de timón; algunos controles, como el acelerador, estaban dispuestos de forma que pudieran manipularse de forma conjunta o individual. Se instalaron indicadores de combustible separados para indicar los niveles de cada tanque. La visibilidad exterior era favorable en todas las direcciones, incluso hacia atrás, tanto por encima como por debajo del ala.
La electricidad era suministrada por un generador eólico y varias baterías de almacenamiento de 12v. La instrumentación estándar incluía tres cuentarrevoluciones (uno para cada motor), seis termómetros (tanto para aceite como para refrigerante), altímetro, anemómetro, tres cronómetros y una  brújula. Accesorios especiales, como un altímetro especializado para vuelos nocturnos, un inclinómetro giroscópico y una luz de búsqueda a bordo, estaban disponibles para su instalación a pedido del cliente. Se proporcionó instrumentación iluminada, junto con luces de aterrizaje y posición. Por lo general, se accedía a la cabina a través de una pasarela exterior que recorría la parte superior del fuselaje hasta la cola; también se podía acceder a ella a través de una puerta interior a la cabina de pasajeros.
La cabina de pasajeros contaba con lujosos y numerosos accesorios para la época; estos incluían tapicería de piel alrededor de los bordes interiores de las ventanas con cortinas; ventanas que se podían abrir (controladas mediante manivelas), piso de madera contrachapada, estantes superiores para equipaje de mano, ventilación superior, calefacción de cabina (suministrada por los motores), iluminación eléctrica, salidas de emergencia a través de aberturas en el techo y un W.C. a popa de la cabina. La parte delantera de la cabina de pasajeros podía usarse para llevar un motor de repuesto. Tenía un compartimento para equipaje en la parte trasera del fuselaje, al que también se podía acceder desde la cabina de pasajeros y a través de una escotilla exterior.

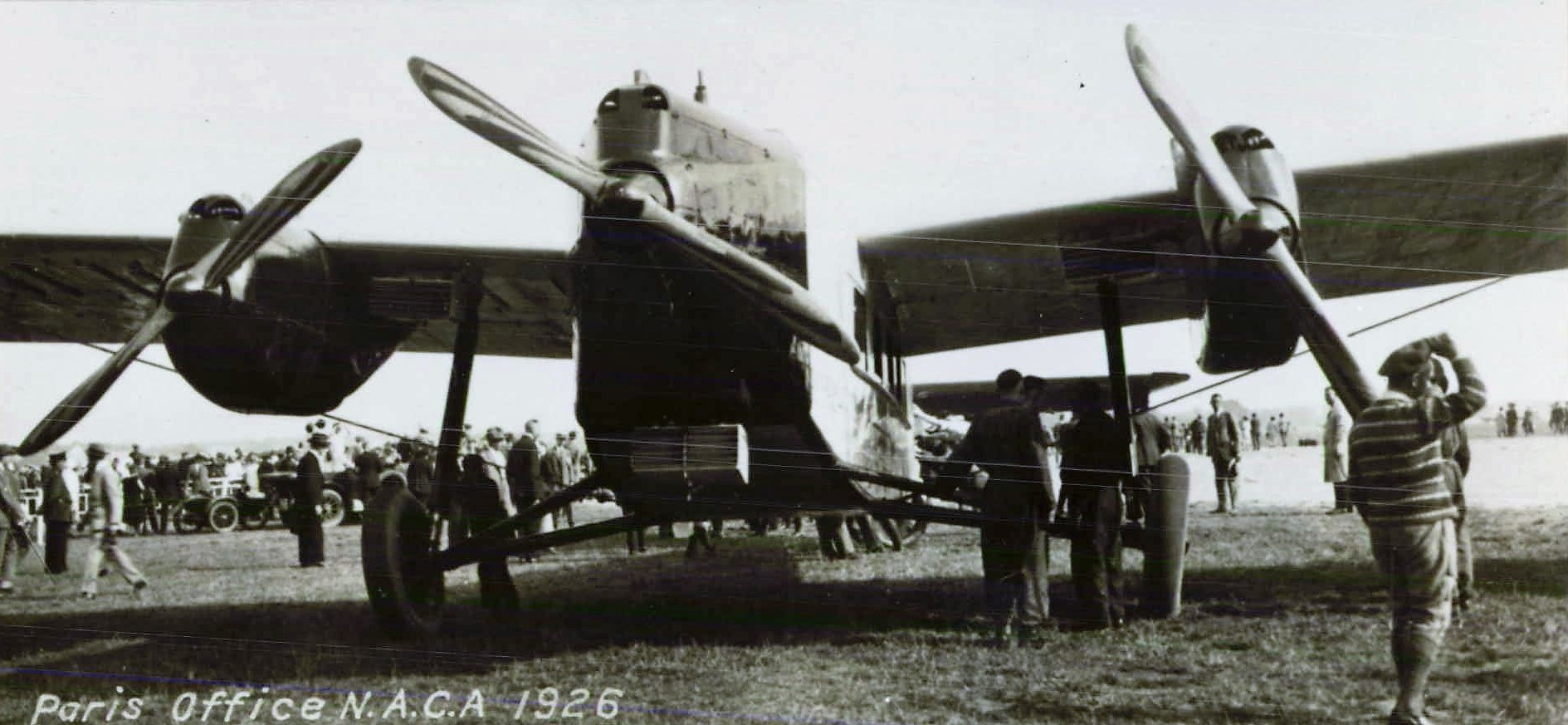
Rohrbach Ro.VIII. NACA Aircraft Circular No.24

El avión estaba propulsado por tres motores en línea de seis cilindros BMW Va; dos de ellos estaban colocados sobre vigas de acero suspendidas de las alas, mientras que el tercer motor, estaba instalado dentro de la proa del avión. El arranque del motor se lograba normalmente mediante el uso de tres grandes cilindros que contenían aire comprimido; los cilindros de aire exteriores, también podían acoplarse directamente a las líneas de arranque del avión a través de un punto de conexión en el fuselaje. Los motores eran relativamente accesibles para la época. Se utilizaban varios radiadores para enfriar los motores; el motor montado en el morro utilizaba un radiador colocado debajo del fuselaje, mientras que las unidades estaban orientadas lateralmente debajo de las alas. Los motores se regulaban mediante varillas de empuje.
Se instalaron bombas para suministrar combustible desde los tanques a los motores; había numerosos grifos de incendio a lo largo de las líneas de combustible, así como extintores de incendios como medidas de protección. Todas las tuberías de combustible se ejecutaban externamente, mientras que las diversas conducciones utilizadas para agua, aceite, gas y aire estaban codificadas por colores de acuerdo con las mejores prácticas industriales alemanas de la época. Se proporcionó un suministro de aceite superior a la media junto con un enfriador de aceite dedicado. Las tuberías que corrían dentro de las alas, junto con el resto de la estructura interior del ala, se podían inspeccionar fácilmente ya que el borde de salida del ala, que estaba abisagrado, se podía abrir fácilmente. Las barras de control de los alerones corrían justo detrás del larguero delantero, mientras que las barras para accionar los elevadores y el timón corrían dentro del fuselaje y tenían juntas a intervalos.
El ala del avión tenía un visible diedro y una única viga que corre entre cada mitad del ala hasta la parte inferior del fuselaje. El punto de encuentro entre el fuselaje y las alas incorporaba un diseño patentado por el Dr. Rohrbach; en particular, además de los dos puntos de sujeción estándar, se utilizaba un tercer punto que estaba intencionadamente inclinado de forma diferente a los otros dos. El avión estaba equipado con un estabilizador ajustable, aunque tales ajustes solo se podían realizar en tierra; la aleta vertical no era ajustable. Los planos de cola y las alas compartían una construcción similar, estando construidos en secciones longitudinales con una sección central hueca. Todas las secciones del ala proporcionaban volumen interno de repuesto para la instalación de tanques de combustible, lo que permitía al avión lograr una autonomía impresionante cuando se configuraba adecuadamente. La cubierta exterior consistía en láminas de duraluminio.

### Historia operacional

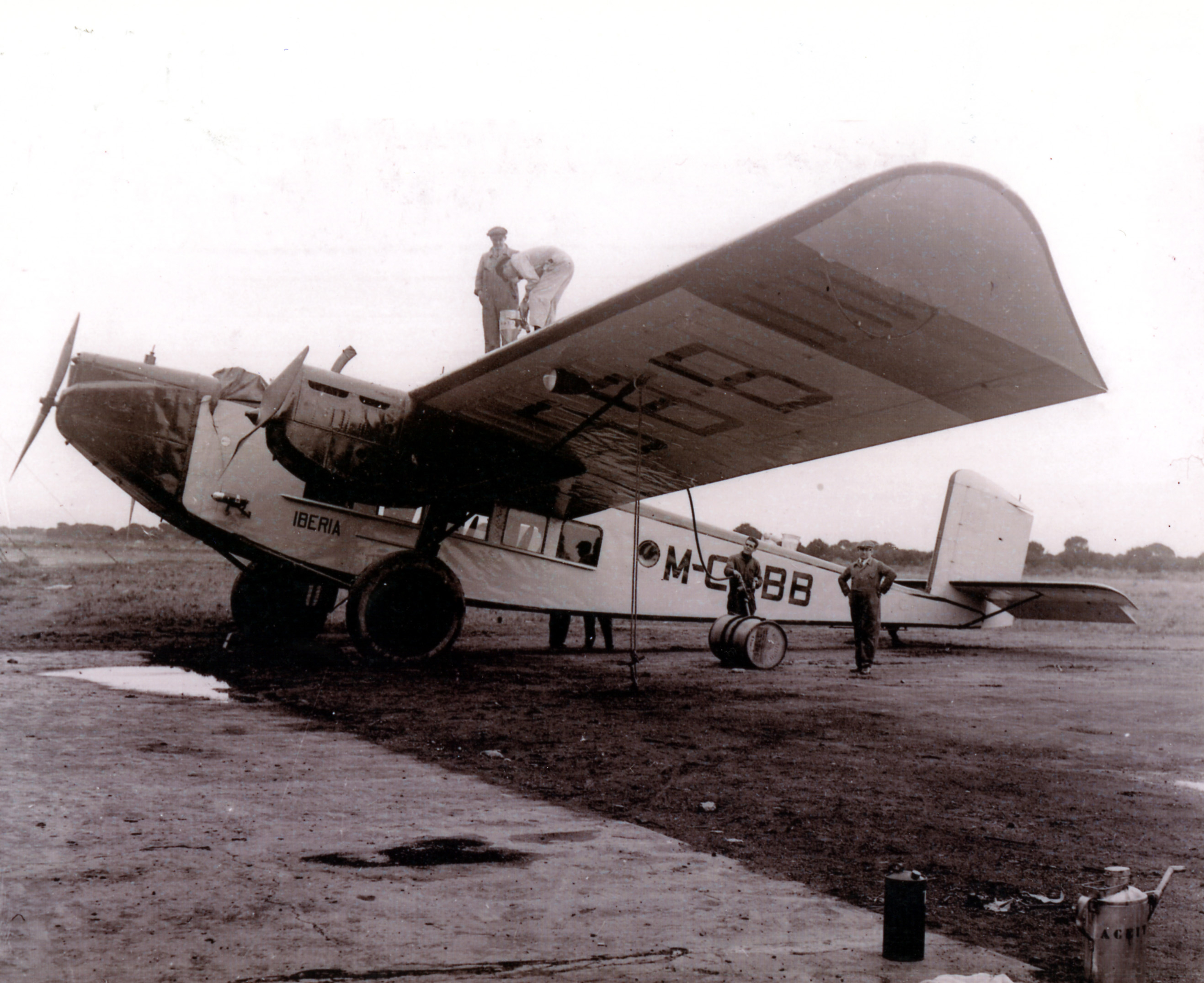
Rohrbach R0 VIII Roland M-CBBB operado por Iberia (1927)

En 1926 la aerolínea Deutsche Luft Hansa AG - DLH adquirió el primer prototipo, además de cinco unidades más entre ese mismo año y el siguiente. Los aviones de producción se construyeron con cabinas de vuelo abiertas, aunque más tarde se cerraron, como en el prototipo. DLH los puso en servicio en la ruta Berlín-Londres, vía Hanóver y Ámsterdam.En julio de 1927, el Roland ostentaba el récord mundial de resistencia para una carga útil de 1000 kg, habiendo volado durante 14 horas y 23 minutos, y el récord mundial de distancia para una carga útil de 2000 kg de 1750 km.  En diferentes momentos, el Roland ostentó no menos de 22 récords mundiales.
Durante 1928 Luft Hansa reemplazó tres de sus Roland por nuevas máquinas de diseño ligeramente diferente. Designadas Ro VIIIa ,. Las principales diferencias con las que contaba esta versión eran un fuselaje alargado 30 cm, y motores BMW V más potentes (240 kW / 320 hp)  que los BMW IV instalados en el prototipo y el primer lote de producción. Esos tres aviones sustituidos por Luft Hansa fueron transferidos a la compañía española Iberia, Compañía Aérea de Transporte, recientemente creada con participación de DLH, prestando servicio en la primera ruta que unía Madrid y Barcelona, inaugurada el 14 de diciembre de 1927.
El día 17 de julio de 1928, uno de los aviones operado por Iberia, sufrió una avería y realizó un aterrizaje de emergencia en la localidad zamorana de Torrefrades, en dicho avión volaba como pasajero el Ministro de la Gobernación Severiano Martínez Anido.

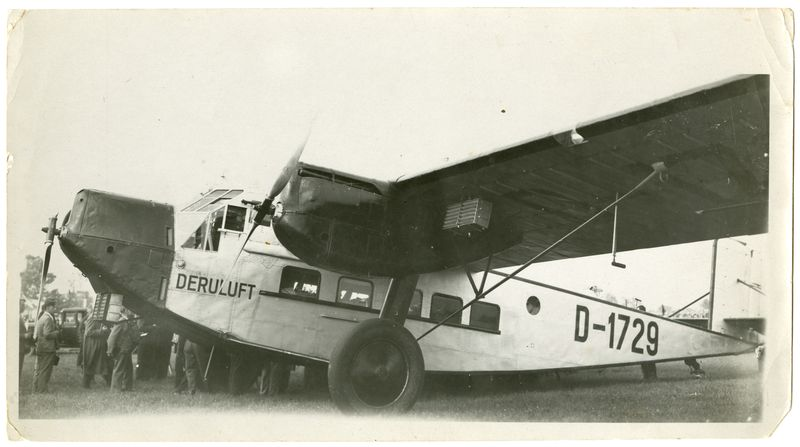
Ro VIII D-1729 de Deruluf. Kaunas 19 de julio de 1933

En 1929, la compañía Rohrbach construyó nueve ejemplares de un Roland sustancialmente actualizado para Luft Hansa, que fueron denominados Ro VIIIb Roland II, y que contaban entre otras cosas con un importante rediseño de la cabina de vuelo, un nuevo diseño del ala y mayor capacidad de combustible. Estos aviones prestaron servicio en la compañía alemana en las rutas Hamburgo-Malmoe y Berlín-Múnich, hasta 1936, cuando al menos tres unidades fueron transferidas a la compañía germano-soviética Deruluft (Deutsche-Russische Luftverkehrs),

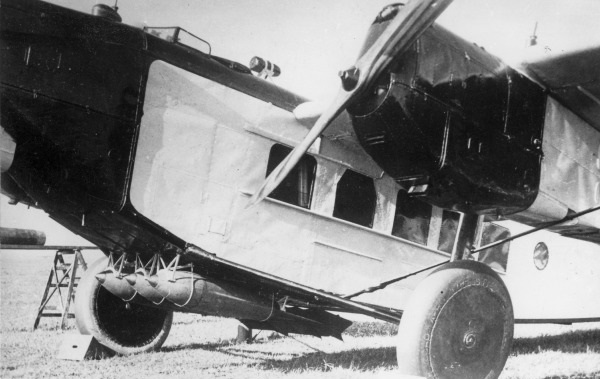
Rohrbach Ro VIIIM Roka (Wnr. 18, D-991) convertido en "Militär-Roland" con equipo de lanzamiento de bombas. Lipetsk 1928/29

Otra unidad —la primera— fue adquirida por el Deutsche Versuchsanstalt für Luftfahrt - DVL (Instituto Alemán de Investigación para la Aviación), que lo envió a la clandestina escuela de pilotos de combate en la base aérea de Lipetsk , Rusia; también conocida por su nombre alemán en clave WIWUPAL: Wissenschaftliche Versuchs- und Prüfanstalt für Luftfahrzeuge (Instituto de Investigación y Pruebas Científicas para Aeronaves)... donde se le equipó y operó como entrenador de tripulaciones de bombarderos, bajo la denominación Ro VIIIMb o Ro XII Roka.
Durante su campaña electoral para las elecciones presidenciales de 1932, Adolf Hitler utilizó un Rohrbach Ro VIII Roland puesto a su disposición por Deutsche Luft Hansa para sus dos primeras series de vuelos en marzo y julio. El avión recibió el nombre de Immelmann I en honor al as piloto de la I Guerra Mundial Max Immelmann . Hitler cambió a un Ju 52 (D-2600 Immelmann II) en noviembre de 1932.

## Variantes
Ro VIII Roland
Versión inicial con motor BMW IV de 247 hp (184 kW)
Ro VIIIa Roland
Versión con motores BMW Va que proporcionaban 240 kW (320 hp) y cabina de vuelo cerrada.
Ro VIIIb Roland II
Versión que contaba inicialmente con motores BMW Va, posteriormente sustituidos por Junkers L-5, con ligeros cambios en la estructura, y la cabina de pasajeros ampliada.
Ro VIIIMb o Ro XII Roka
Modificación como bombardero del primer Ro VIII Roland, para entrenamiento de tripulaciones.

## Operadores

### Civiles
Alemania
 
- Deutsche Luft Hansa

  Alemania-Unión Soviética
- Deruluft

 España
- Iberia, Compañía Aérea de Transporte

 Suiza
- Ad Astra Aero

### Militares
Alemania

- Deutsche Versuchsanstalt für Luftfahrt - DVL
- Escuela de Transporte Aéreo Alemana (DVS, Deutsche Verkehrsfliegerschule)
- Ministerio del Aire del Reich (RLM, Reichsluftfahrtministerium)

## Especificaciones (Ro VIII Roland)

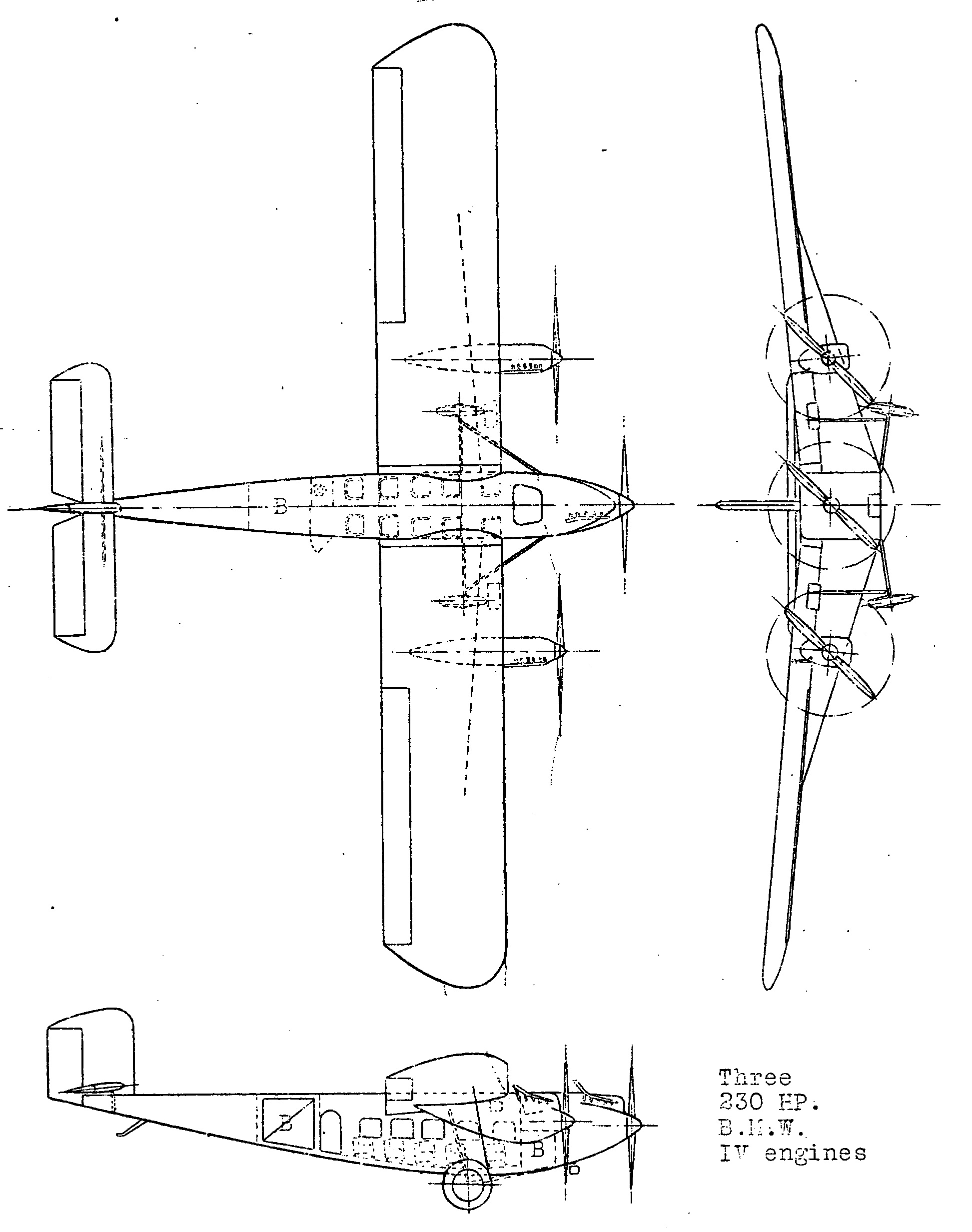
Dibujo en 3 vistas del Ro.VIII de la Circular de Aeronaves nº 24 de la NACA

### Características generales
- Tripulación: 2
- Capacidad: 10
- Longitud: 16,30 m
- Envergadura: 26,00 m
- Altura: 4,50 m
- Superficie alar: 88,00 m²
- Peso vacío: 5265 kg
- Planta motriz: 3× Motor en V seis cilindros BMW IV.
  - Potencia: 184 kW (254 HP; 250 CV) cada uno.

### Rendimiento
- Velocidad máxima operativa (Vno): 195 km/h
- Alcance: 875 km
- Radio de acción: km
- Alcance en combate: km
- Techo de vuelo: 4300 m

## Especificaciones (Ro VIIIb Roland II)

### Características generales
- Tripulación: 2
- Capacidad: 10 pasajeros
- Longitud: 16,30 m
- Envergadura: 26,30 m
- Altura: 4,50 m
- Superficie alar: 89,00 m²
- Peso vacío: 6615 kg
- Planta motriz: 3× Motor en V seis cilindros BMW Va.
  - Potencia: 240 kW (331 HP; 326 CV) cada uno.

### Rendimiento
- Velocidad máxima operativa (Vno): 225 km/h
- Alcance: 900 km
- Radio de acción: km
- Alcance en combate: km
- Techo de vuelo: 4600 m

### Desarrollos relacionados
- Rohrbach Ro XII Roka

### Aeronaves similares
- Junkers G 24
- Junkers G 31
- Fokker F.10
- Ford Trimotor
- Fokker F.VII/3m
- Avro 618 Ten
- Beardmore Inflexible
- Tupolev ANT-9

### Secuencias de designación
- Aviones de Rohrbach: Ro I · Ro II · Ro III · Ro IIIa · Ro IV · Ro V · Ro VI · Ro VII · Ro VIII · Ro IX · Ro X · Ro XI · Ro XII · Roterra · Project A